# 241475 Martinagedeck
241475 Martinagedeck este un asteroid din centura principală de asteroizi.

## Descriere
241475 Martinagedeck este un asteroid din centura principală de asteroizi. A fost descoperit pe 25 ianuarie 2009 la Calar Alto de Felix Hormuth. Asteroidul prezintă o orbită caracterizată de o semiaxă mare de 3,10 ua, o excentricitate de 0,08 și o înclinație de 9,0° în raport cu ecliptica.